# Alfabetul tătar
În prezent sunt utilizate două alfabete pentru limba tătară: arabă (în China), chirilică (în Rusia și Kazahstan).

## Istoria scrisului tătar
Înainte de 1928, limba tătară era de obicei scrisă folosind alfabete bazate pe alfabetul arab: alfabetul İske imlâ înainte de 1920 și alfabetul Yaña imlâ în 1920-1927. Unele litere precum چ și پ au fost împrumutate din alfabetul persan, iar litera ﯓ (numită nef sau sağır kef) a fost împrumutată din limba ciagatai. Sistemul de scriere a fost moștenit din limba proto-bulgară.